# Ormes, Aube
Ormes är en kommun i departementet Aube i regionen Grand Est (tidigare regionen Champagne-Ardenne) i nordöstra Frankrike. Kommunen ligger  i kantonen Arcis-sur-Aube som ligger i arrondissementet Troyes. År 2022 hade Ormes 168 invånare.

## Befolkningsutveckling
Antalet invånare i kommunen Ormes
Referens: INSEE